# 洛伦佐·马尔萨利亚
洛伦佐·马尔萨利亚（義大利語：Lorenzo Marsaglia，1996年11月16日—），意大利男子跳水运动员，2023年欧洲运动会男子双人3米跳板、混合团体银牌得主和男子1米跳板铜牌得主、2024年世界游泳锦标赛男子双人3米跳板银牌得主。